# Топоринка
Топо́ринка (рос. Топоринка, башк. Топоринка) — присілок у складі Благоварського району Башкортостану, Росія. Входить до складу Язиковської сільської ради.
Населення — 322 особи (2010; 337 в 2002).
Національний склад:
- росіяни — 50 %
- башкири — 34 %